# Privat-Antoine Aubouard
Privat-Antoine Aubouard – francuski polityk, od 1 do 30 stycznia 1934 roku pełnił obowiązki prezydenta Libanu, gdy ten znajdował się pod francuskim mandatem.